# Magdalena Wiecek

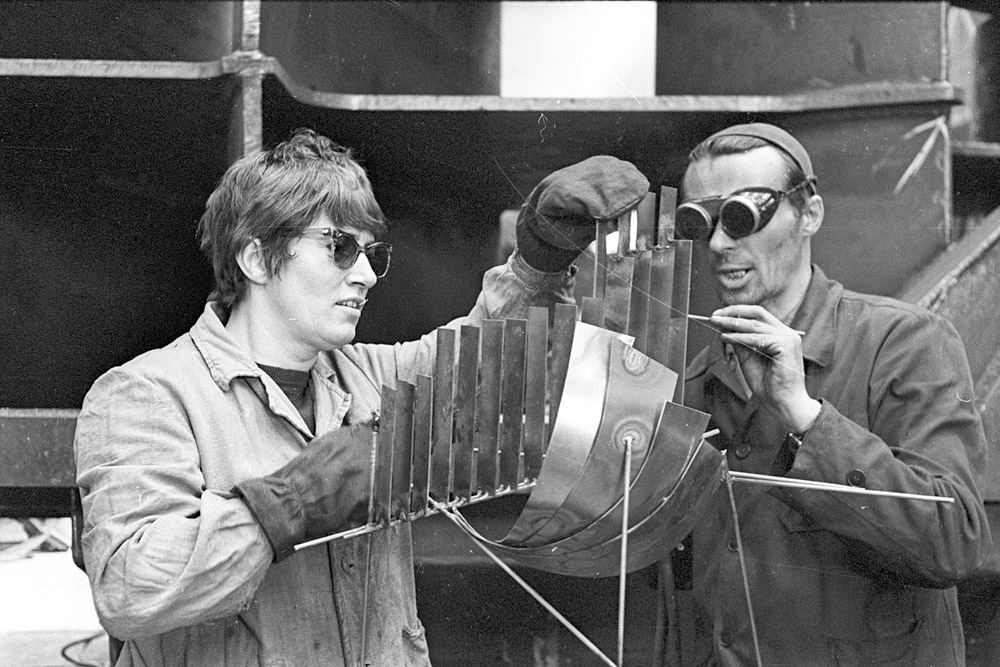
Magdalena Wiecek in 1967

Magdalena Więcek-Wnuk (Katowice, 23 juli 1924 – Egypte, 31 december 2008) was een Poolse beeldhouwster.

## Leven en werk
Wiecek kreeg haar eerste kunstonderricht van 1945 tot 1948 bij Marian Wnuk aan de kunsthogeschool in Sopot. Zij studeerde vervolgens van 1949 tot 1952 aan de Academie van Schone Kunsten in Warschau bij Franciszka Starynkiewiecz. Haar eerste kunstwerken, nog in de figuratieve, socialistisch-realistische stijl van aanvang der vijftiger jaren waren: mijnwerkers (1952) en vriendschap. De sculptuur Mijnwerkers maakt thans deel uit van de collectie socialistisch realisme van het Zamoyski Museum in Kozłówka (regio Lublin). In de tweede helft van de vijftiger jaren en later werden haar werken abstracter.
In 1964 nam zij deel aan het Symposion Europäischer Bildhauer in het Oostenrijkse Sankt Margarethen im Burgenland. In 1968 verkreeg het Kröller-Müller Museum in Otterlo in ruil voor een Van Gogh-tentoonstelling in Warschau van de Poolse regering werk van twee Poolse beeldhouwsters. Het museum verkreeg van Wiecek, voor het beeldenpark, het in ferrocement uitgevoerde werk Close to the Earth (1968).
Wiecek was van 1966 tot 1982 hoogleraar aan de kunstacademie van Poznań. In 1986 organiseerde het Singer Museum in Laren (Noord-Holland) een solo-expositie van haar werk. Wiecek nam veel werk mee en bleef na de tentoonstelling in West-Europa. Ze woonde en werkte tot 1990 in Duitsland.

## Fotogalerij

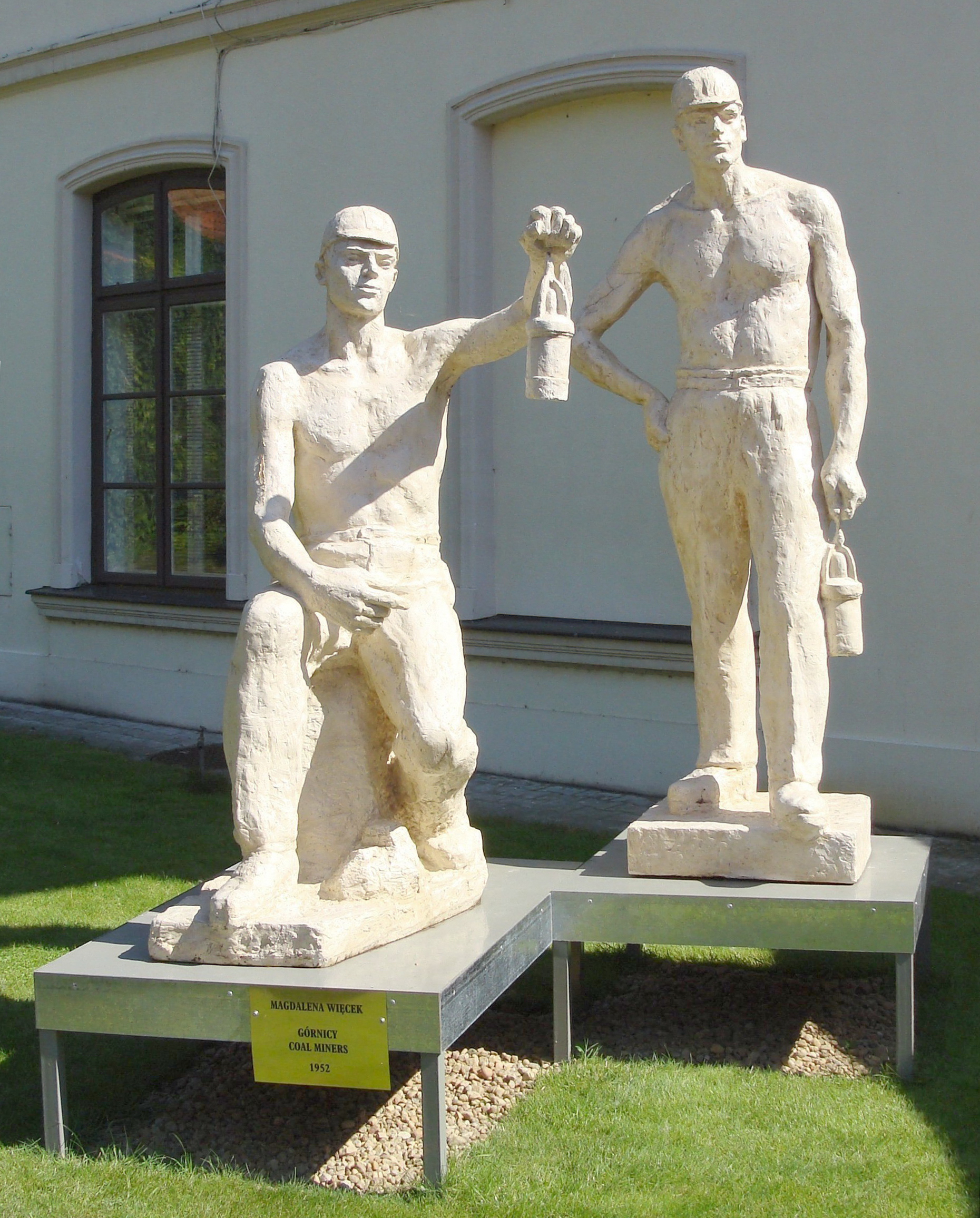
Mijnwerkers (1952)
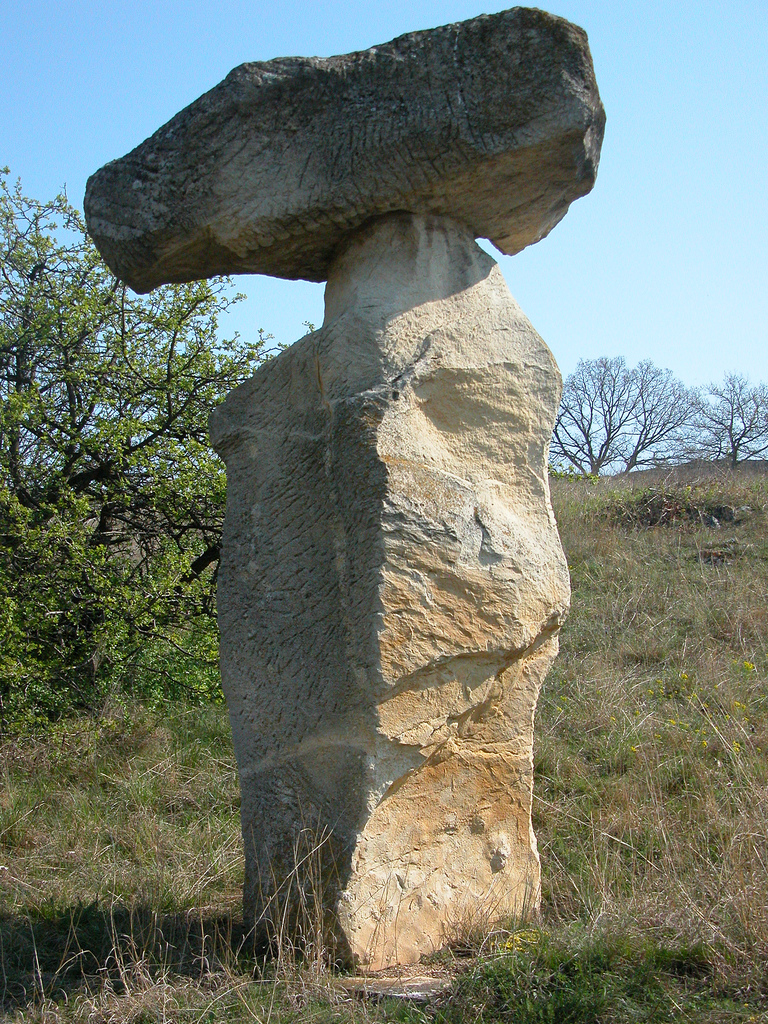
Der Stein, Sankt Margarethen (1964)
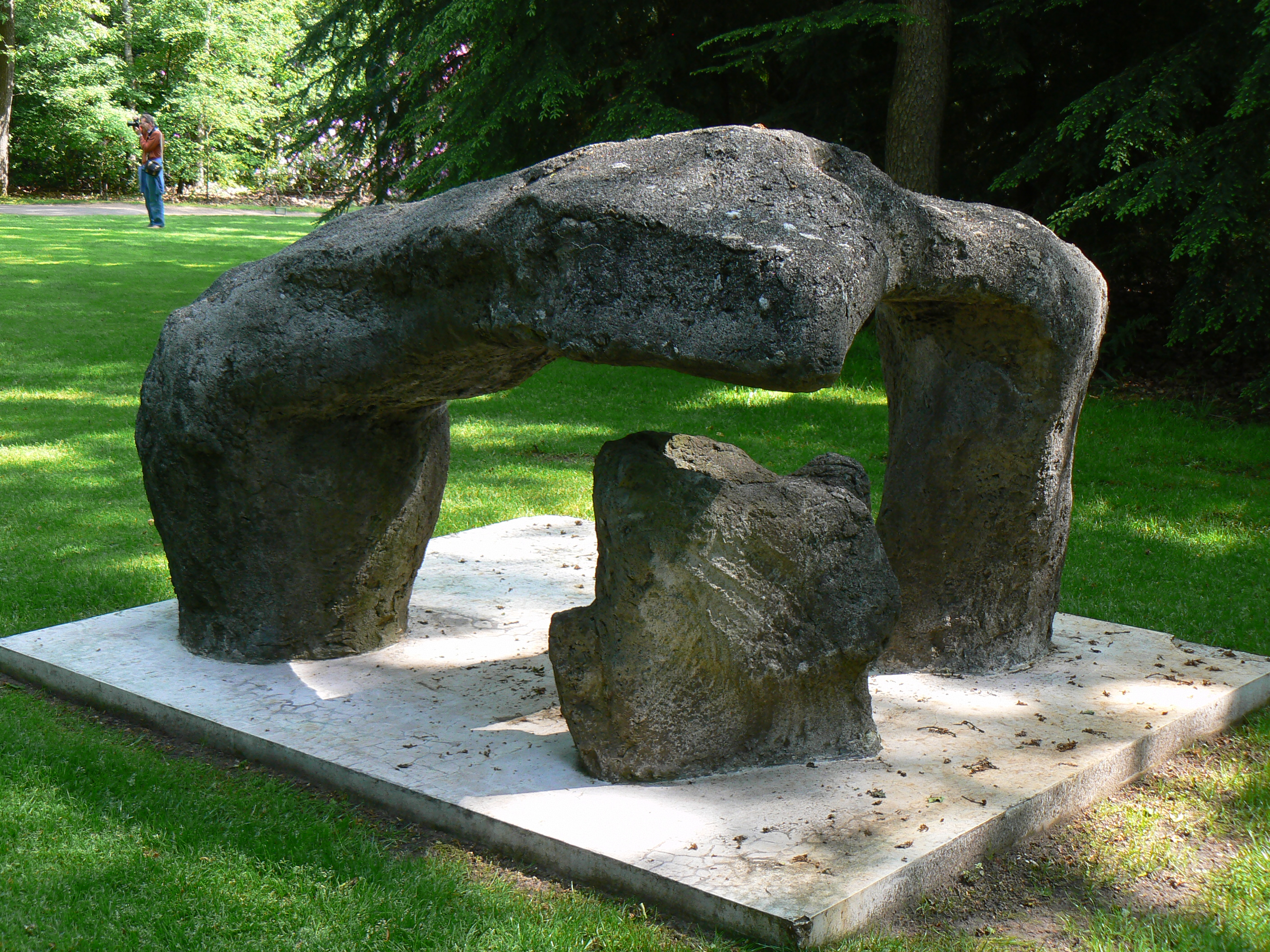
Close to the Earth (1968)